# Raïon de Kolomya
Le raïon de Kolomya (en ukrainien : Коломийський район) est un raïon (district) dans l'oblast d'Ivano-Frankivsk en Ukraine.
Depuis la réforme administrative de 2020 le raïon de Kolomyia s'étend aux dépens des raïons de Horodenka et de Sniatynr.

## Lieux d'intérêt
Le parc national des Carpates, l'église de l’Annonciation de Kolomya.

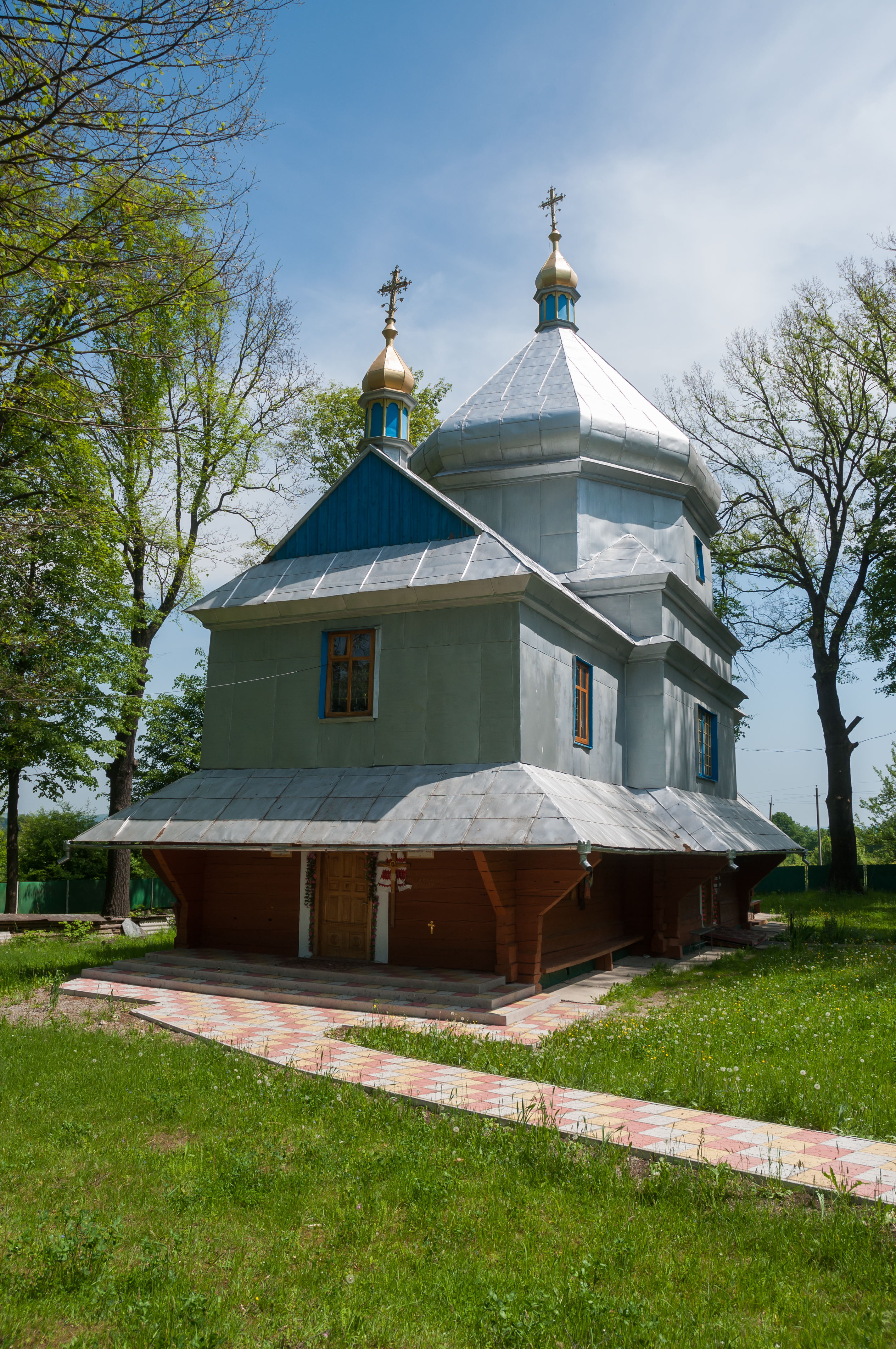
Église st-Georges, classée[3] à Babianka,
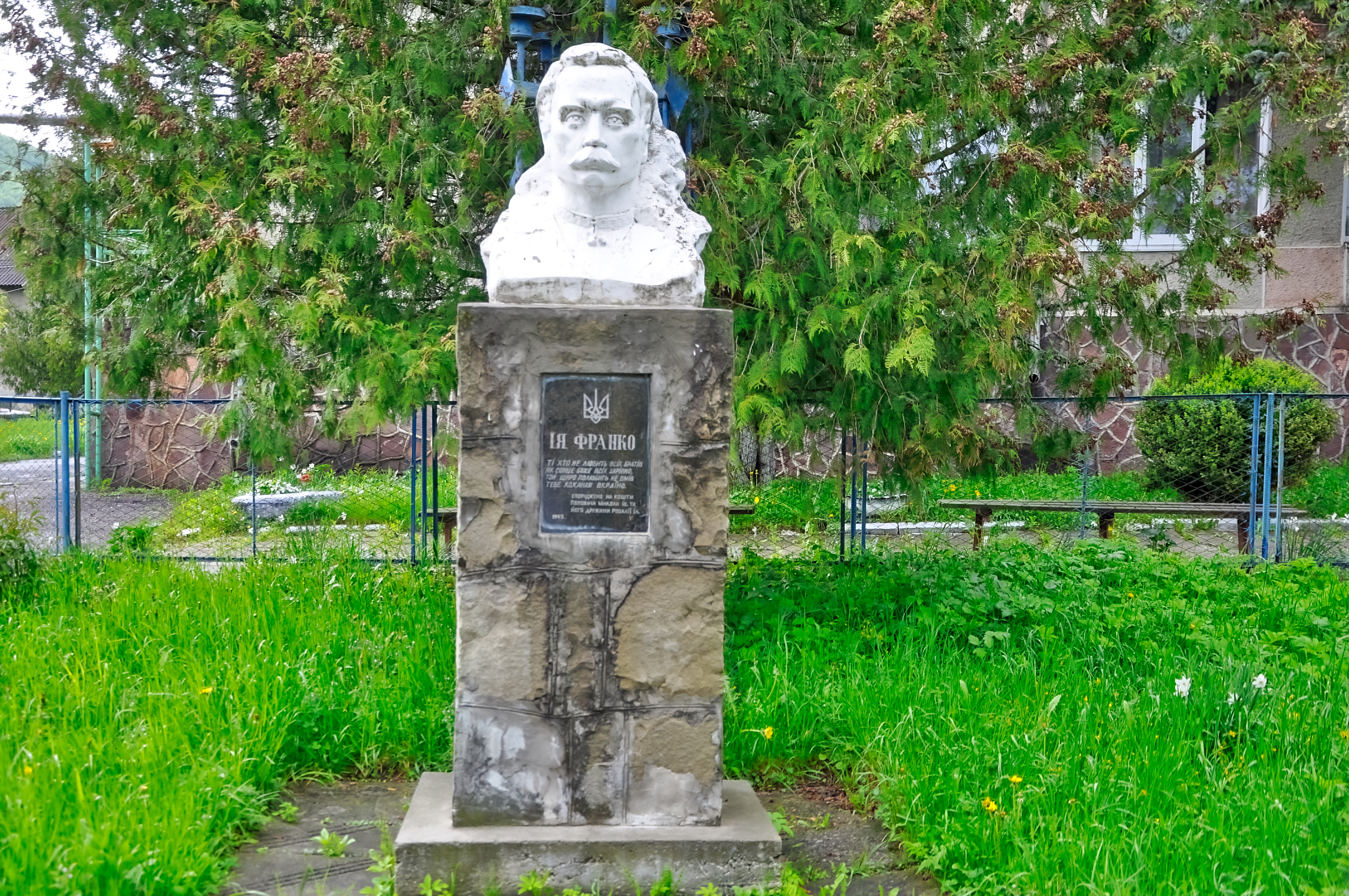
buste d'Ivan Franko à  Sloboda, classé[4],
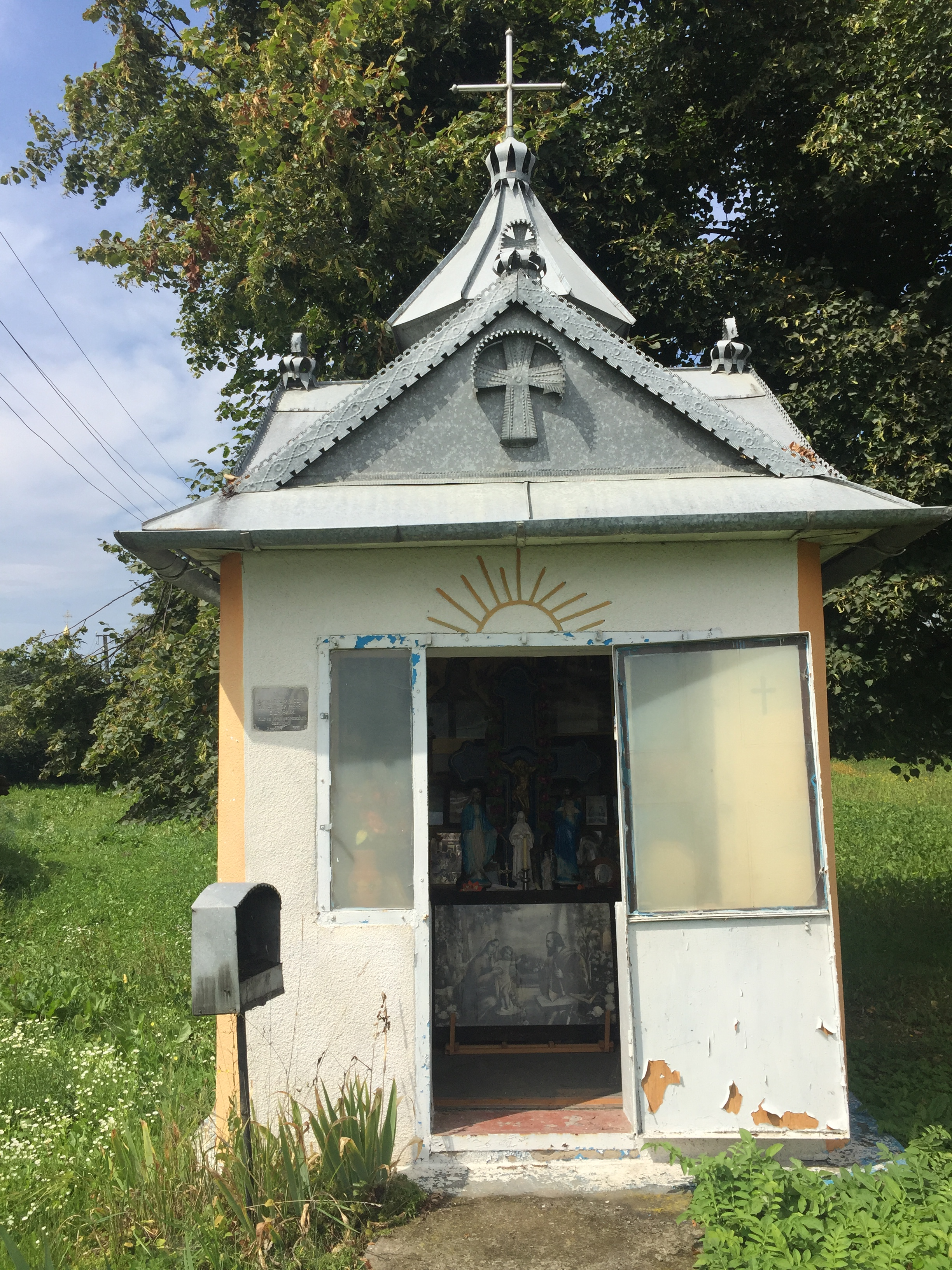
chapelle de l'abolition du servage, classé[5], à Verkhniï Verbij
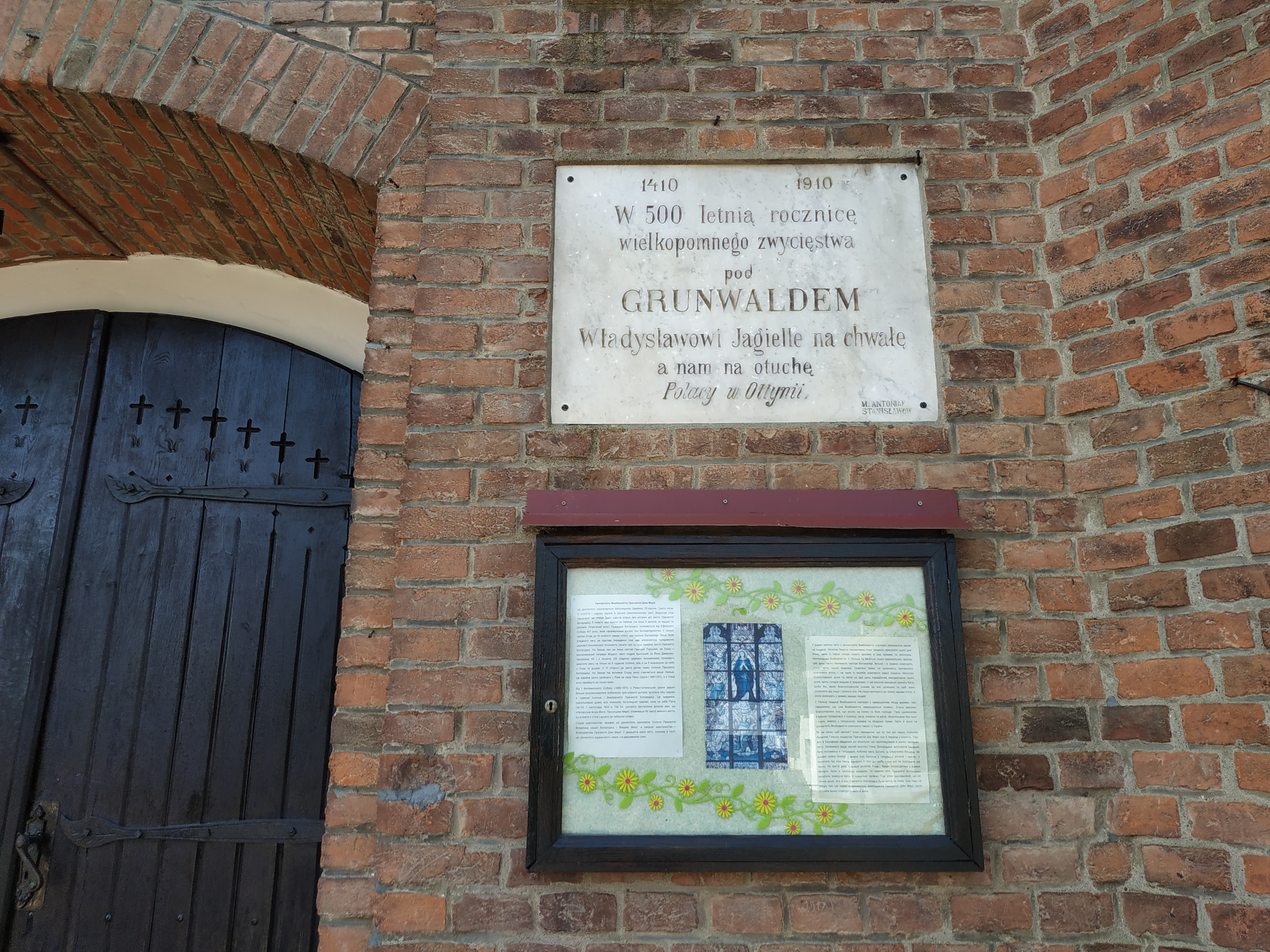
plaque commémorative de la bataille de Grunvald à Otnia, classée[6],
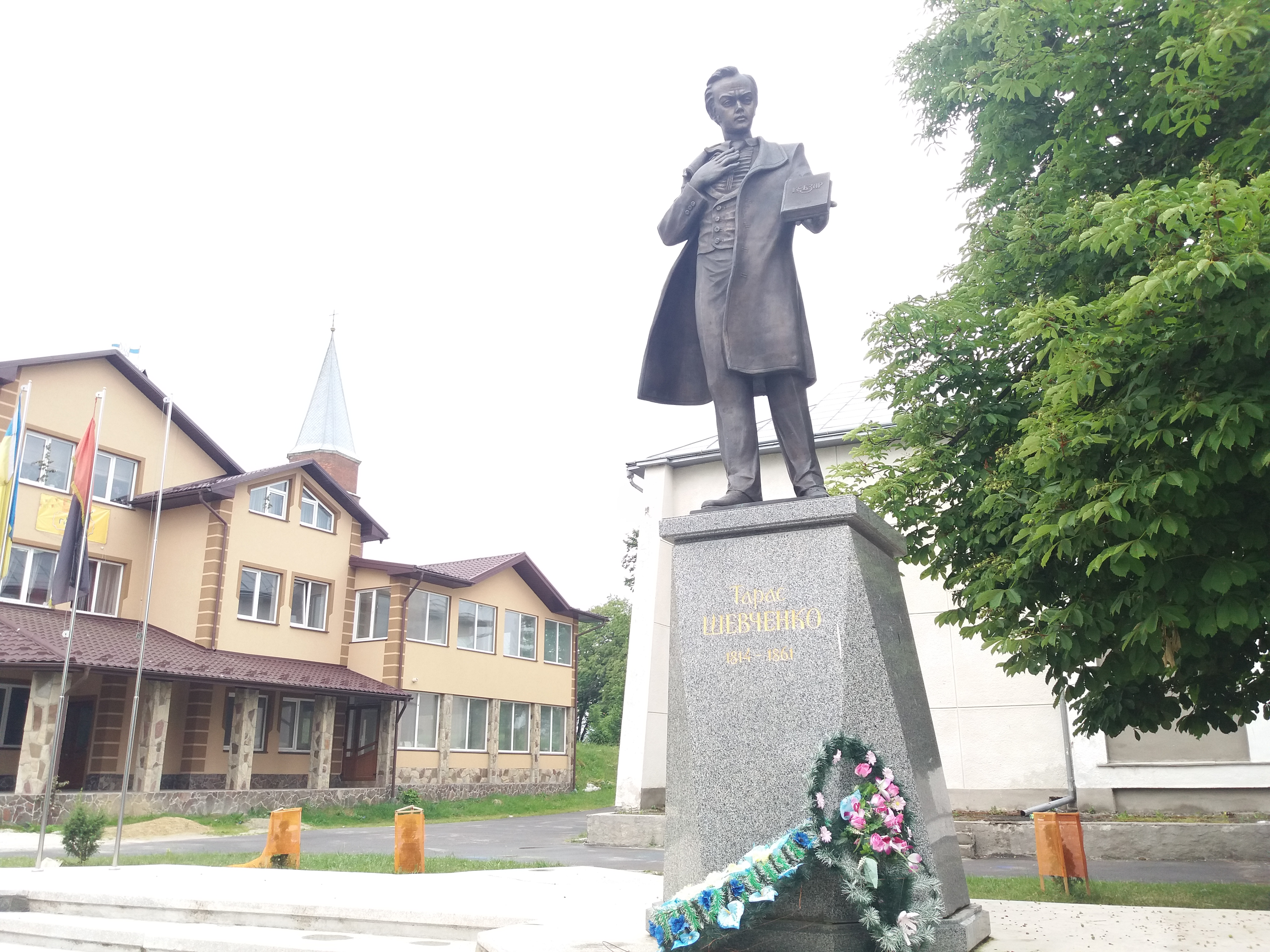
statue de Taras Chevtchenko à Otnia, classée[7],
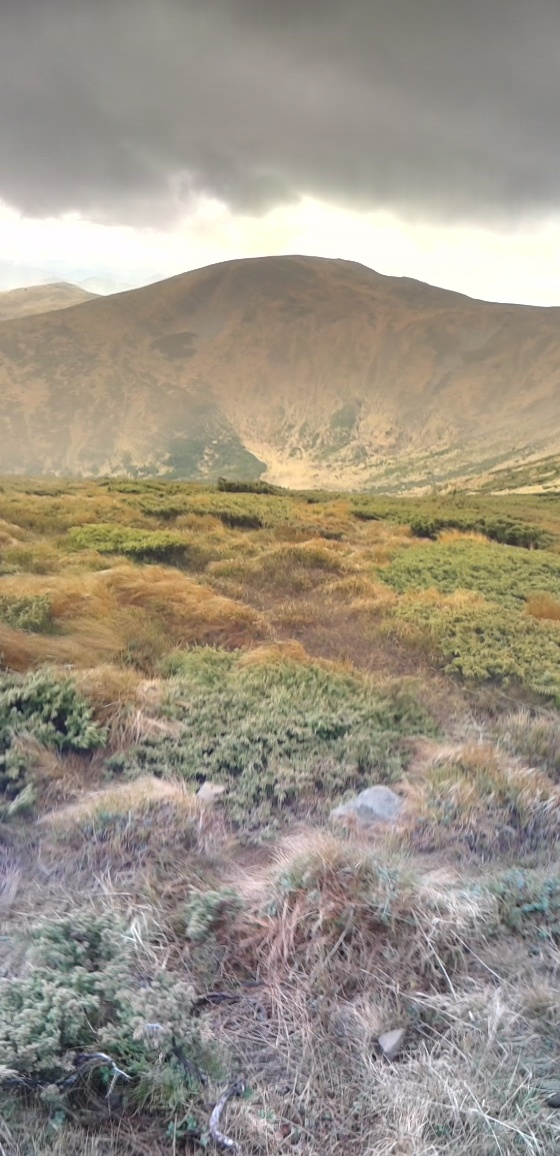
mont Pojejevska.
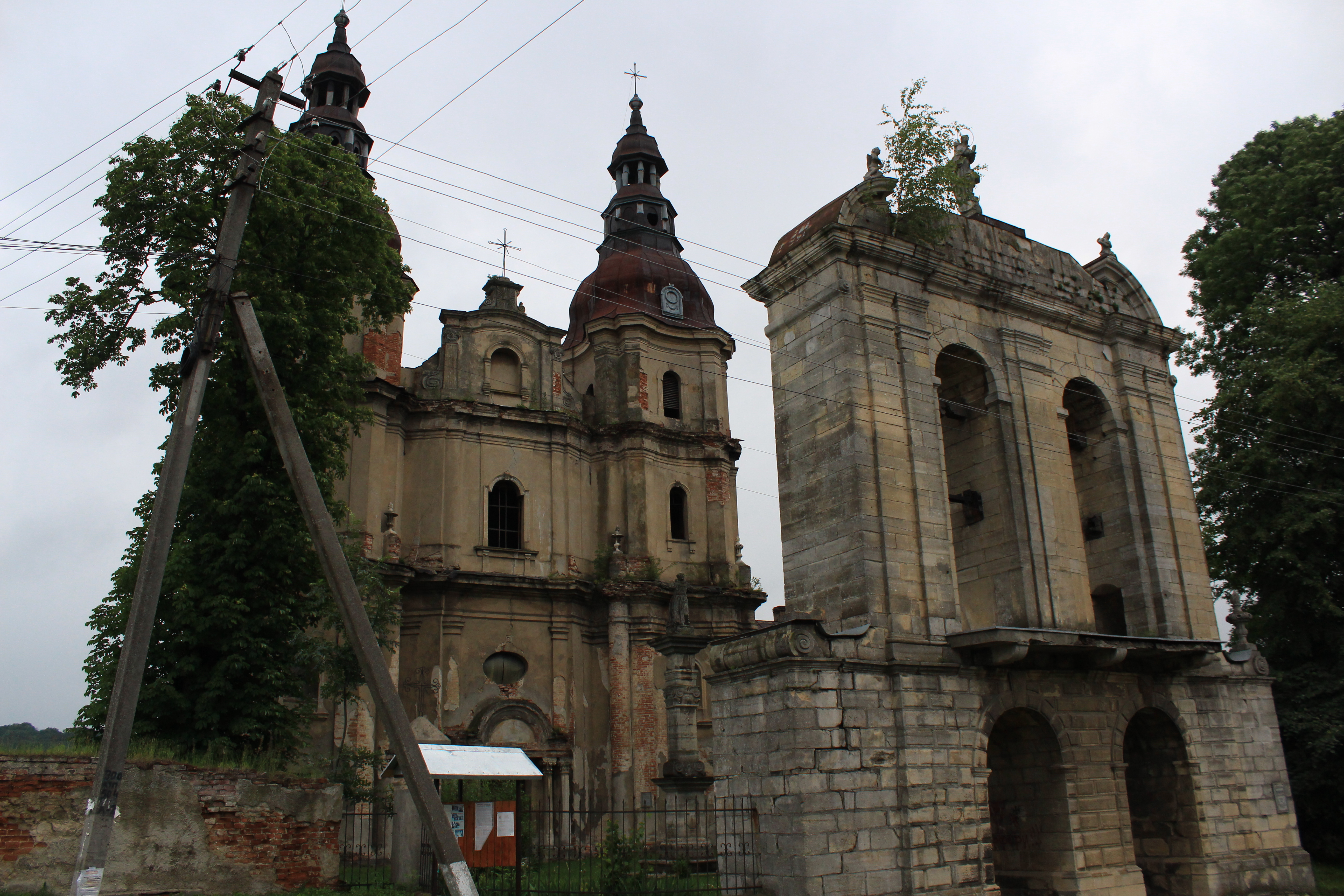
monastère des bernardines à Hvizdets classé[8],[9],[10],[11].